# Şenay Düdek
Şenay Düdek (* 9. August 1953 in Izmir) ist eine türkische Journalistin, Moderatorin und Buchautorin. Ihr erstes Buch, Yaşanmış Şehir Hikayeleri, erschien 2004 und war Vorlage für eine auf Kanal D ausgestrahlte Fernsehserie.

## Schriften
- Yaşanmış Şehir Hikayeleri, Nokta Kitap, İstanbul, 2004
- Yüreğim hâlâ biten aşkımıza ağlıyor, Alfa Basım Yayım Dağıtım, İstanbul, 2006
- Gölge Hayatlar, Alfa Basım Yayım Dağıtım, İstanbul, 2008
- İki Sevda Arasında, Alfa Basım Yayım Dağıtım, İstanbul, 2012